# ایوان لیتوینوویچ
ایوان لیتوینوویچ (انگلیسی: Ivan Litvinovich؛ زادهٔ ۲۶ ژوئن ۲۰۰۱) ژیمناست ترامپولین اهل بلاروس است.